# ダビデの赤盾社
ダビデの赤盾社（Magen David Adom、ヘブライ語: מגן דוד אדום、マーゲン・ダビド公社とも）は、イスラエルの救護団体。諸外国の赤十字社・赤新月社に相当する団体であり、国際赤十字赤新月社連盟に加盟している。

## 概要
イスラエル唯一の赤十字・赤新月運動の組織として救護活動を行っている。
イスラエル建国以前の1930年に当時のイギリス委任統治領パレスチナにて設立された。
活動内容は他国の赤十字社・赤新月社と同様に医療提供、紛争時の救護活動、自然災害時の傷病者救護、献血実施などである。
2000人規模の医療スタッフと、1万人規模のボランティアスタッフが働いている。
パレスチナを管轄するパレスチナ赤新月社とは2005年に活動範囲について合意した。

### 標章について

「ダビデの赤盾」の標章

ダビデの赤盾の標章を中に入れた赤水晶

2005年以前、イスラエル最大の宗教勢力がユダヤ教であることから赤十字・赤新月の標章の使用を拒否していたため赤十字国際委員会から正式に認められておらず、国際赤十字赤新月社連盟に正式加盟できなかった。
しかし、2005年12月8日の赤十字・赤新月国際会議総会において、赤十字・赤新月に追加する形で宗教的に中立な「赤水晶（Red Crystal）」の標章が承認されたため、これを使用することで赤十字国際委員会から正式に承認された。国際活動を行う際には、ホスト国の了承を得て「赤水晶」の中に「赤いダビデの星（ダビデの赤盾）」を入れた標章を使うこともできる。
これを受けて2006年6月に国際赤十字赤新月社連盟への加盟が承認された（詳細は赤十字社の項目を参照のこと）。